# Mundochthonius gallaecicus
Mundochthonius gallaecicus är en spindeldjursart som beskrevs av Juan A. Zaragoza och Harvey 2006. Mundochthonius gallaecicus ingår i släktet Mundochthonius och familjen käkklokrypare. Inga underarter finns listade i Catalogue of Life.